# Coussarea bernardii
Coussarea bernardii är en måreväxtart som beskrevs av Julian Alfred Steyermark. Coussarea bernardii ingår i släktet Coussarea och familjen måreväxter. Inga underarter finns listade i Catalogue of Life.